# سیارک ۱۱۰۲۲
سیارک ۱۱۰۲۲ (به انگلیسی: 11022 Serio، نامگذاری:1986EJ1) یازده هزار و بیست و دومین سیارک کشف شده‌است که در ۵ مارس ۱۹۸۶ کشف شد.
قدر مطلق سیارک برابر ۲۵.۷ است.